# Pałac w Otwocku Wielkim
Pałac w Otwocku Wielkim – zabytkowy pałac w Otwocku Wielkim, w gminie Karczew, w powiecie otwockim.
Dawna siedziba rodu Bielińskich, którzy pozostawali w ścisłych związkach z dworem Sasów; wpisany do rejestru zabytków w 1994, od 2004 mieści punkt zwiedzań w tym Muzeum Wnętrz w Otwocku Wielkim. 

## Historia
Podkomorzy nadworny koronny Kazimierz Ludwik Bieliński ożenił się w 1682 z córką poety Jana Andrzeja Morsztyna, Ludwiką Marianną. Dla młodej pary pod koniec lat 80. XVII wieku, na sztucznej wyspie na jeziorze Rokola wzniesiona została wiejska rezydencja, której projekt przypisywany jest Tylmanowi z Gameren (jako autorzy brani są również pod uwagę Carlo Ceroni i Józef Fontana).
U Kazimierza Bielińskiego w Otwocku Wielkim z pewnością bywał król August II Mocny. W 1705 roku miał się tu spotkać ze swoim sojusznikiem Piotrem I – podobno właśnie wtedy wysunięty został pomysł rozbioru Rzeczypospolitej.
W 1713 pałac odziedziczył syn Kazimierza Bielińskiego – Franciszek, późniejszy marszałek wielki koronny, który za zasługi dla Warszawy (m.in. brukowanie ulic, wprowadzanie oświetlenia) został patronem głównej ulicy – Marszałkowskiej. Za jego czasów w 1757 rezydencja została rozbudowana o boczne wieże przez królewskiego architekta Jakuba Fontanę.
Następnie pałac odziedziczył bratanek bezdzietnego Franciszka, także Franciszek Bieliński, który podczas insurekcji kościuszkowskiej w 1794 dał przykład patriotyzmu, ofiarowując na potrzeby publiczne plony z dóbr otwockich. Jego młodszy brat, następny właściciel, roztrwonił majątek.
Pod koniec XVIII wieku dobra otwockie zostały oddane w zastaw kasztelanowi Jackowi Jezierskiemu, sławnemu publicyście czasów Stanisława Augusta. Zmarł on w 1805 w Otwocku Wielkim, po upadku Rzeczypospolitej, odsunąwszy się od życia publicznego. Od tego czasu pałac zaczął się chylić ku upadkowi.
W 1827 kupił go warszawski kupiec Józef Kurtz, który rozpoczął remont. Pod opieką rodu Kurtzów pałac pozostawał przez trzy pokolenia. Podczas pierwszej wojny światowej pałac został zniszczony.
W 1921 pałac przeszedł w posiadanie potomka Jacka Władysława Jezierskiego i pozostał on w rękach rodziny Jezierskich do czasu upaństwowienia.
W latach 1947–1958 obiekt odbudowano według projektu Jana Koszczyc-Witkiewicza i stał się siedzibą domu poprawczego dla dziewcząt. W latach 70. pałac został przejęty przez Urząd Rady Ministrów i odrestaurowany z przeznaczeniem na obiekt rządowy. Okazyjnie był udostępniany zwiedzającym. W czasie stanu wojennego w pałacu internowany był Lech Wałęsa. W latach 90. pałac został przekazany Kancelarii Prezydenta, ostatnie lata pieczę nad pałacem sprawowało Ministerstwo Spraw Wewnętrznych i Administracji. W 2004 użytkownikiem pałacu w Otwocku Wielkim zostało Muzeum Narodowe w Warszawie, które utworzyło w nim swój oddział – Muzeum Wnętrz. Po przeprowadzeniu niezbędnych prac adaptacyjnych i zaaranżowaniu pomieszczeń wewnątrz pałacu od 7 lipca 2004 muzeum jest udostępnione dla zwiedzających.
Na podstawie wyroku sądu 26 lutego 2009 r. wojewoda mazowiecki Jacek Kozłowski wydał decyzję, dzięki której pałac w Otwocku Wielkim miał zostać oddany w ręce spadkobierców rodziny Jezierskich. Wskutek wielokrotnych odwołań ze strony Skarbu Państwa i Ministerstwa Kultury, zespół pałacowo-parkowy wciąż nie został zwrócony prawowitym właścicielom.

## Architektura
Pałac wzniesiono na rzucie prostokąta z dużym ryzalitem od strony ogrodu. W końcu XVIII w. wg projektu Jakuba Fontany dobudowano dwa skrzydła, połączone z głównym budynkiem arkadowymi podcieniami, i dwie owalne wieże z klatkami schodowymi. W trójkątnym tympanonie frontowej fasady usytuowanej na północ jest scena przedstawiająca bachanalia, z tańczącymi nimfami i faunami. Nad środkowym oknem głównej osi pałacu tarcza z herbem Bielińskich „Junosza”, a obok personifikacje Siły, Ducha i Mądrości. Nad wejściem głównym znajduje się tablica z sentencją łacińską, w tłumaczeniu: „Nie chcę aby mniejszy mnie się obawiał albo większy lekceważył”. Dwupiętrowy pałac przekryto wysokimi dachami, nad którymi górowały hełmy wieżyczek. 

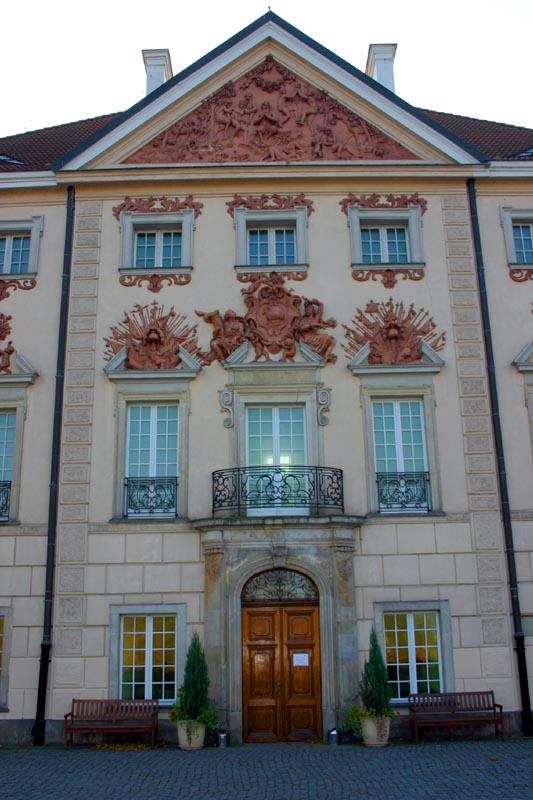
Ryzalit z herbem (2000)
Herb Junosza

Frontowa elewacja jest siedmioosiowa z płaskim, położonym środkowo ryzalitem, który zwieńczony jest trójkątnym frontonem wypełnionym sceną z radosnych bachanaliów wykonanej z czerwonego stiuku. Dekoracje zewnętrzne okien wykonane także w czerwonym stiuku wokół okien pierwszego piętra. Najokazalszą dekorację otrzymały trzy okna w ryzalitach. Środkowe okno w ryzalicie frontowym udekorowano kartuszem herbowym z Junoszą oraz dwiema postaciami po bokach będącymi alegorią siły i zdrowia. Okno środkowe w ryzalicie elewacji ogrodowej posiada dekorację w formie trzech uskrzydlonych postaci podtrzymujących kartusz z herbami Junosza i Leliwa. 
Układ wnętrz był dwutraktowy i symetryczny na każdej kondygnacji. Wejście pałacowe prowadziło przez dużą sień do dużej sali zamkniętej wielobocznie i występującej ryzalitowo w elewacji ogrodowej. Nad nimi w drugiej kondygnacji znajdował się westybul i dwukondygnacyjna sala balowa. Po bokach osi głównej są po dwie sale o różnym przeznaczeniu.
Oryginalne wnętrza dekorowane były z wielkim przepychem: sale wykładano muszlami. Podczas prac renowacyjnych udało się odrestaurować część dekoracji rzeźbiarskich i malarskich: portal, kominki, malowidła ścienne o tematyce marynistycznej. W oryginale zachował się pierwotny wystrój sali wschodniej, zwanej salą Horacego: jest tam 10 dużych malowideł ściennych ilustrujących cytaty z jego dzieł.
W zespole zabytkowym znajduje się też murowany, klasycystyczny dwór z końca XVIII w. Murowane zabudowania gospodarcze, barokowe z 1763, przebudowane w latach późniejszych: spichlerz, obora z dorobioną stajnią; mur łączący oba te budynki, w nim brama; browar z poł. XVIII w.; chlewnia z przełomu XVIII i XIX w..

## Galeria

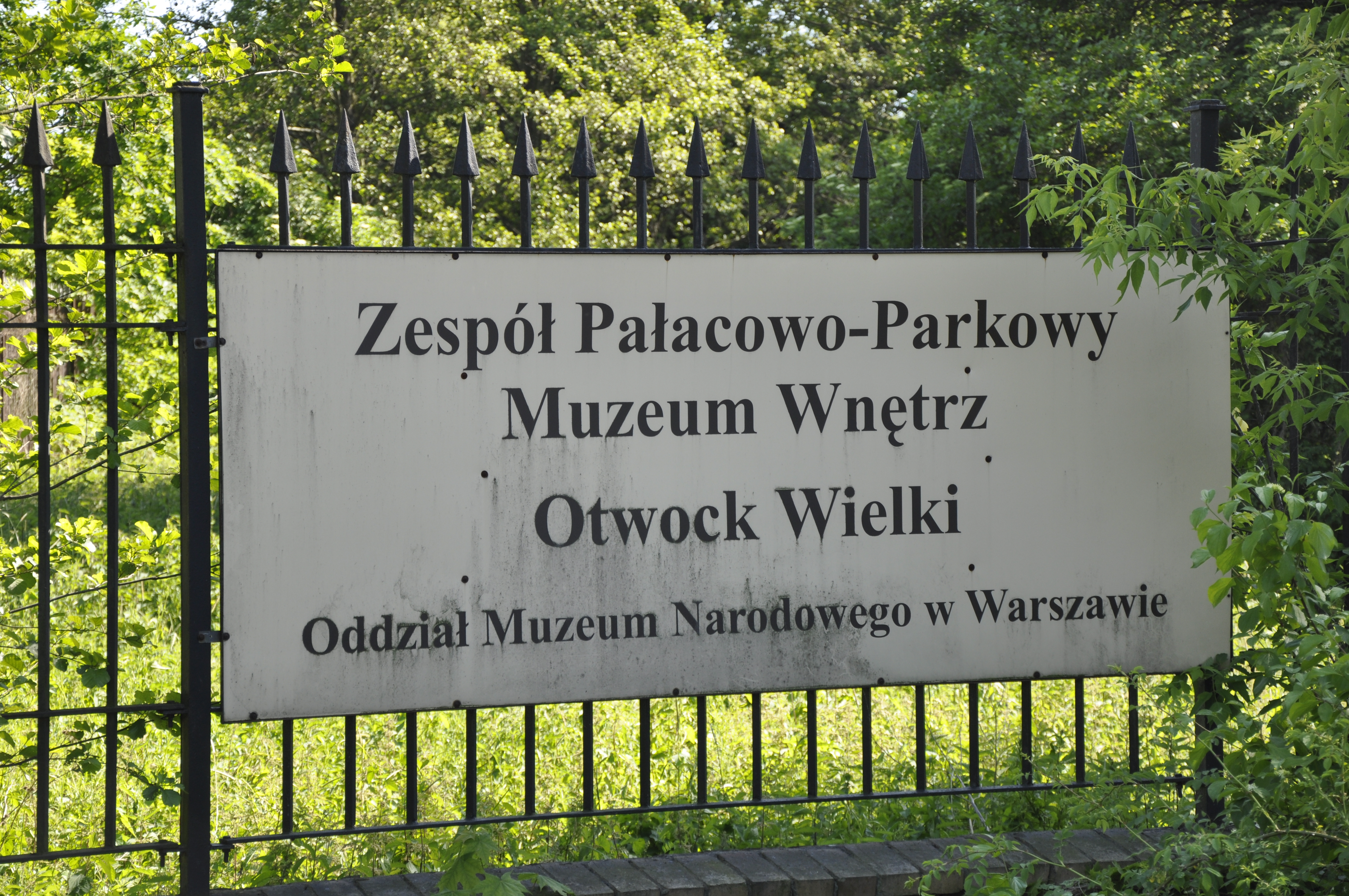
Tablica Muzeum Wnętrz
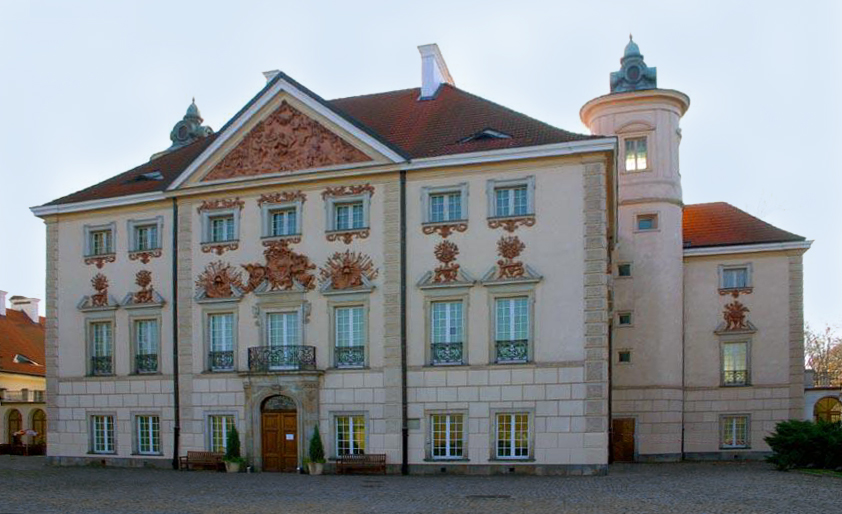
Front pałacu (2000)
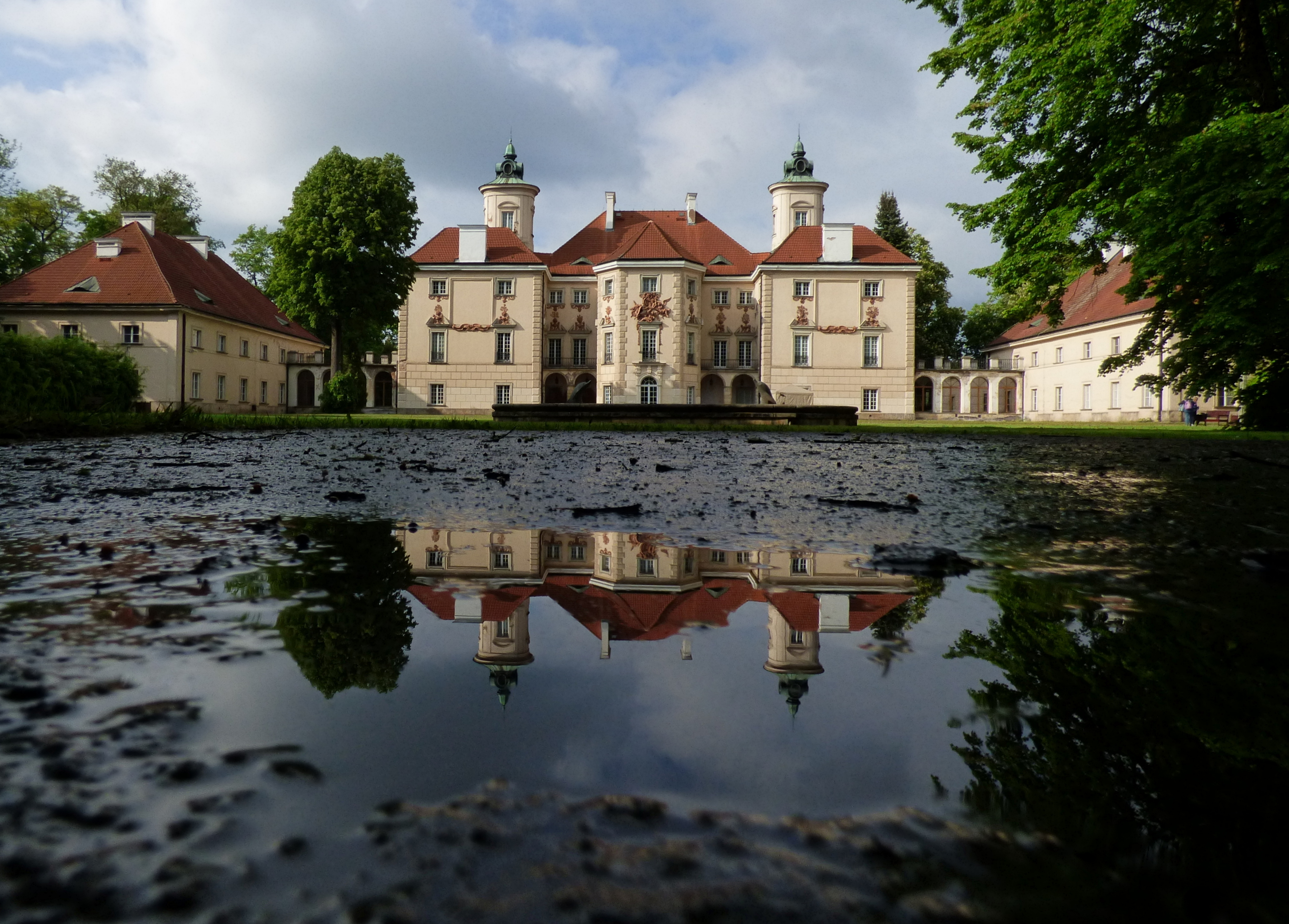
Elewacja od ogrodu (2019)
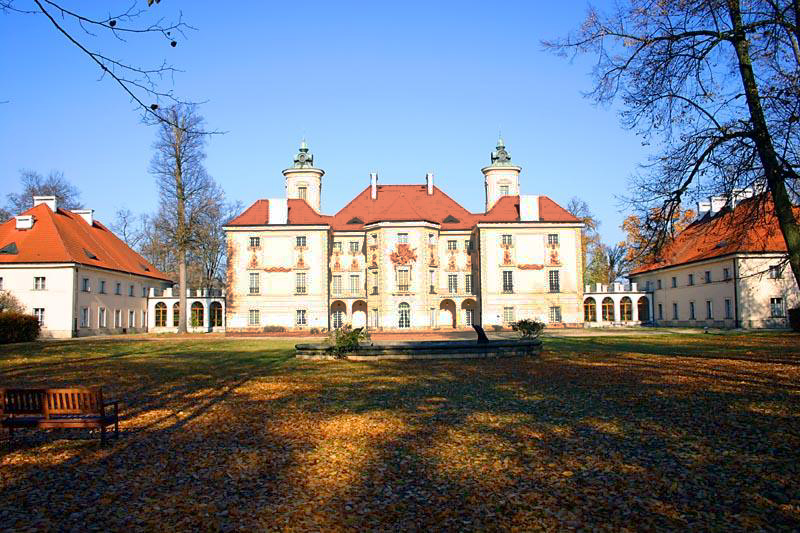
Elewacja ogrodowa (2000)
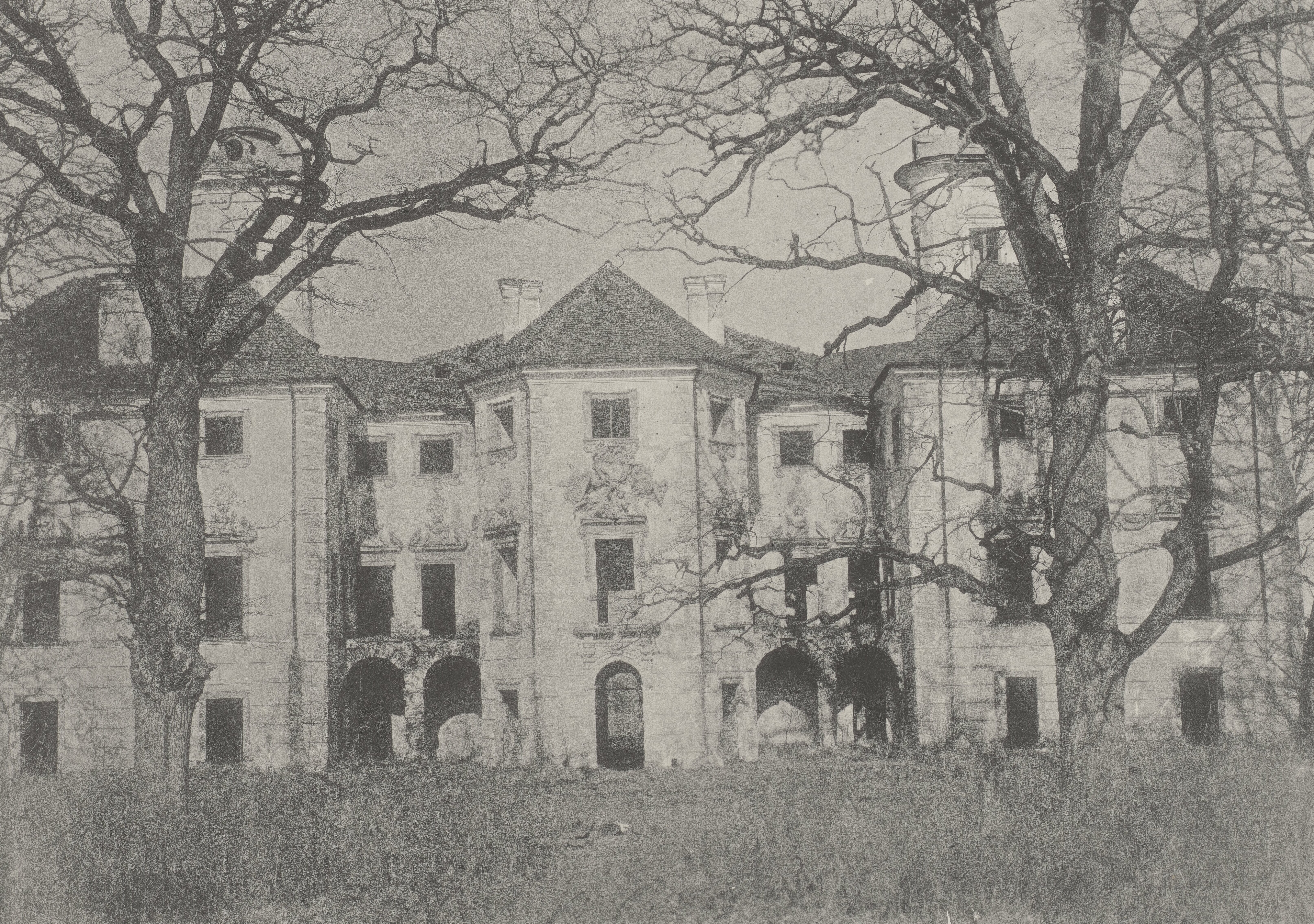
Pałac przed 1900